# Friedrich Schneeberger

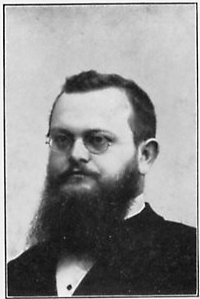
Friedrich Schneeberger

Friedrich Schneeberger (* 25. Februar 1843 in Schoren bei Langenthal; † 21. Mai 1906 in Biel) war ein Schweizer Gesangslehrer, Musikverleger und Komponist.

## Leben
Friedrich Schneeberger wuchs in Schoren bei Langenthal im Kanton Bern auf. Nach einer Lehre in Langenthal besuchte er das Lehrerseminar in Münchenbuchsee. Er begann als Lehrer in Wynigen, dann als Gesanglehrer in Aarberg, während er sich selber noch im Gesang bei Gustav Weber weiterbildete. Von 1872 bis 1899 war er Gesanglehrer am Progymnasium in Biel, danach gründete er in dieser Stadt ein Musikgeschäft und einen Musikverlag.

## Werk
Schneeberger komponierte rund 300 Chorwerke. Sein wohl bedeutendstes Werk ist das Lied Der letzte Postillon vom Gotthard von 1882, eine Vertonung eines Gedichts von Arnold Lang. In der Schweizerischen Nationalbibliothek sind 32 Titelaufnahmen als Komponistennachlass erfasst.